# Foobar
Els termes foobar (/ˈfuːbɑr/), fubar, o foo, bar, baz i qux (alternativament, quux) i de vegades norf són termes que s'utilitzen com a variables genèriques dins els llenguatges de programació, de la mateixa menera que x, y i z s'utilitzen en el llenguatge matemàtic. S'utilitzen com a variables, funcions, i ordres tipus, dels quals la identitat no té cap importància, sinó que es fan servir només per demostrar un concepte.

## Història i etimologia
La paraula foo es va originar com una paraula sense sentit els anys 30, FUBAR va aparèixer els anys 40, i l'ús de foo en un context de programació s'atribueix normalment al Tech Model Railroad Club (TMRC) del MIT als voltants 1960.

## Ús dins del codi
Els termes són utilitzats a exemples de programació, tal com Hola món se sol utilitzar per a codis d'introducció a un llenguatge. Per exemple, foo i bar poden il·lustrar una concatenació de cadenes senzilla:
```
/* C code */

#include
 
<stdio.h>

int
 
main
()

{

 
char
 
*
foo
 
=
 
"Hola"
;

 
char
 
*
bar
 
=
 
"Món!"
;

 
fprintf
(
stdout
,
 
"%s %s
\n
"
,
 
foo
,
 
bar
);

 
return
 
0
;

}

```